# Opicius II Adornes
Opicius II Adornes of Oppicino Adornes (eerste helft veertiende eeuw) was een Brugs lid van een uit Genua afkomstige familie.

## Levensloop
Opicius II Adornes was een zoon van Opicius Adornes en was zodoende de tweede van dit geslacht die zich in Brugge inburgerde.
Hij trouwde met Margaretha van Aartrijke en werd hierdoor poorter van Brugge. De echtelingen waren de ouders van Maarten Adornes (†1361), langs wie het geslacht zich verder in Brugge inburgerde, tot in de zeventiende eeuw. Opicius II overleed op een niet nader bekende datum en werd begraven in de kerk van de Clarissen-Urbanisten.
Het is zijn status als stamvader die Opicius II, zoals Opicius I, vermeldenswaard maakt. Was hij zoals zijn vader aan het grafelijk hof verbonden of was hij al volop handelaar, makelaar voor Genuese kooplieden en hostelier in Brugge, zoals de familie van zijn echtgenote en zoals zijn nakomelingen? Er zijn geen documenten bewaard die dit kunnen bevestigen.
Het is alvast zeker dat vanaf 1357 Maarten Adornes betrokken was bij de administratie van de stad Brugge, als hoofdman van de wijk Sint-Jan. Hij was ook al in 1349 pachter van de grafelijke tol in Damme, wat wijst op een blijvend contact met de administratie van de Vlaamse graaf, zoals ingezet met Opicius I.